# السعنة (حبيش)

تعديل مصدري - تعديل

السعنة هي إحدى قرى عزلة الفراعي بمديرية حبيش التابعة لمحافظة إب، بلغ تعداد سكانها 736 نسمة حسب تعداد اليمن لعام 2004.